# Nicholas Kiplangat Kipkoech
Nicholas Kiplangat Kipkoech (* 22. Oktober 1992) ist ein kenianischer Mittelstreckenläufer, der sich auf den 800-Meter-Lauf spezialisiert hat.

## Sportliche Laufbahn
Erste Erfahrungen bei internationalen Meisterschaften sammelte Nicholas Kipkoech 2009 bei den Jugendweltmeisterschaften in Brixen, bei denen er in 1:51,01 min die Bronzemedaille im 800-Meter-Lauf gewann. Bei den IAAF World Relays 2015 auf den Bahamas trat er mit der kenianischen 4-mal-800-Meter-Staffel an, wurde dort aber disqualifiziert. 2019 nahm er erstmals an den Afrikaspielen in Rabat teil und belegte dort in 1:46,08 min den sechsten Platz und schied mit der 4-mal-100-Meter-Staffel mit 41,28 s in der ersten Runde aus.

## Persönliche Bestzeiten
- 800 Meter: 1:43,37 min, 29. April 2016 in Nairobi
  - 800 Meter (Halle): 1:46,34 min, 10. Februar 2017 in Toruń